# Humaita (1927)
Humaita – brazylijski dwukadłubowy okręt podwodny włoskiego typu Balilla o wyporności nawodnej 1427 ton, zwodowany 11 czerwca 1927 roku w stoczni Muggiano we Włoszech. Okręt wszedł do służby w marynarce wojennej Brazylii 20 lipca 1929 roku. Okręt pozostał w służbie marynarki tego kraju do 25 listopada 1950 roku, pocięty na złom w następnym roku.
Okręt wypierał 1874 tony pod wodą, uzbrojony był w 4 wyrzutnie torpedowe kalibru 533 mm na dziobie oraz 2 wyrzutnie tego samego kalibru na rufie. Ponadto miał działo kal. 120 mm. Układ napędowy okrętu tworzyły dwa silniki Diesla Ansaldo oraz 2 silniki elektryczne Savigliano, 2 wały napędowe (1600 kW) a także pomocniczy silnik Diesla Fiat o mocy 425 KM, służący do rejsu z prędkością ekonomiczną. Napęd główny okrętu zapewniał mu prędkość maksymalną 16 węzłów na powierzchni oraz 7 węzłów w zanurzeniu.